# Esteban Crucci
Esteban Nahuel Crucci Picardo (Montevideo, 5 luglio 2006) è un calciatore uruguaiano, attaccante del Montevideo Wanderers.

## Carriera

### Club
Crucci è cresciuto nel settore giovanile del Montevideo Wanderers con cui ha firmato il primo contratto professionistico il 14 dicembre 2023. Ha debuttato in prima squadra il 16 aprile 2024 nell'incontro di Primera División perso 3-2 contro il Liverpool (M).

### Nazionale
Nel 2025 ha partecipato al campionato sudamericano Under-20, nel quale ha messo a segno 2 reti in 9 partite giocate.

## Statistiche

### Presenze e reti nei club
Statistiche aggiornate al 29 aprile 2024.
| Stagione        | Squadra              | Campionato      | Campionato | Campionato | Coppe nazionali | Coppe nazionali | Coppe nazionali | Coppe continentali | Coppe continentali | Coppe continentali | Altre coppe | Altre coppe | Altre coppe | Totale | Totale | Totale |
| Stagione        | Squadra              | Comp            | Pres       | Reti       | Comp            | Pres            | Reti            | Comp               | Pres               | Reti               | Comp        | Pres        | Reti        | Pres   | Reti   |        |
| --------------- | -------------------- | --------------- | ---------- | ---------- | --------------- | --------------- | --------------- | ------------------ | ------------------ | ------------------ | ----------- | ----------- | ----------- | ------ | ------ | ------ |
| 2024            | Montevideo Wanderers | PD              | 9          | 1          | CU              | 0               | 0               | CS                 | 0                  | 0                  |             | -           | -           | 9      | 1      |        |
| Totale carriera | Totale carriera      | Totale carriera | 9          | 1          |                 | 0               | 0               |                    | 0                  | 0                  |             | -           | -           | 9      | 1      |        |